# نانا (اسم)
نانا هو اسم علم شخصي مؤنث وأحياناً مذكر له عدة أصول من بلدان مختلفة من اليابان وكوريا وإثيوبيا والهند وغانا، في ثقافة شعب الأكاني في غانا وساحل العاج أستخدم اسم نانا للدلالة على الأميرات والملكات. فيما معناه باللغة اليابانية الأخضر أو الشخص الأخضر كما تذكر في الأساطير اليابانية.

## الشخصيات
- نانا بيتكار ممثل هندي
- نانا فيسيتور ممثلة أمريكية
- نانا ميريويذر عارضة أزياء وملكة جمال أمريكية جنوب أفريقية
- نانا موسكوري مغنية يونانية
- نانا كيتادي مغنية يابانية
- نانا ميزوكي ممثلة ومغنية يابانية
- نانا مغني راب ألماني غاني
- نانا مغنية كورية جنوبية
- نانا مغنية سورية
- نانا صاحب قائد ثوري هندي
- نانا سميث لاعبة كرة مضرب يابانية أمريكية
- نانا أسماء بنت عثمان فودي أميرة وشاعرة نيجيرية